# 朱頤埔
陽信恭簡王朱頤埔（1530年—1558年），明朝魯藩第四代陽信王，陽信榮康王朱觀燃嫡次子。

## 生平
嘉靖二十七年（1548年）其父陽信榮康王朱觀燃去世。嘉靖三十年十二月二十二日（1552年1月17日）襲封陽信王。嘉靖三十七年（1558年）去世，享年二十九歲，諡恭簡。隆慶三年四月二十七日（1569年5月12日）嫡長子朱壽鈔襲爵。

## 家庭

### 妻
- 孫氏，嘉靖三十八年十月十五日（1559年11月13日）冊為陽信王妃[7]。

### 子
- 嫡長子：陽信端順王朱壽鈔[8]。